# Calyptotis temporalis
Espèce
Calyptotis temporalis est une espèce de sauriens de la famille des Scincidae.

## Répartition
Cette espèce est endémique du Queensland en Australie.

## Description
Calyptotis temporalis mesure jusqu'à 36 mm auxquels s'ajoutent une queue mesurant au maximum 57 mm.

## Étymologie
Son nom d'espèce, du latin tempŏrālis, « de la tempe, temporal », lui a été donné en référence à sa grande écaille temporale unique, ce qui la différencie des autres espèces du genre Calyptotis.

## Publication originale
- Greer, 1983 : The Australian scincid lizard genus Calyptotis de Vis: resurrection of the name, description of four new species, and discussion of relationships. Records Of The Australian Museum, vol. 35, no 1, p. 29-59 (texte intégral).